# Nova Sela (Kula Norinska)
Nova Sela is een plaats in de gemeente Kula Norinska in de Kroatische provincie Dubrovnik-Neretva. De plaats telt 55 inwoners (2001).